# Bergswick

Frühere Lage (bis 1969) von Bergswick im Amt Rees-Land

Bergswick ist ein Ortsteil der Stadt Rees im Kreis Kleve in Nordrhein-Westfalen. Bis 1969 war Bergswick eine eigenständige Gemeinde im damaligen Kreis Rees.

## Geographie
Bergswick liegt etwa zwei Kilometer östlich der Reeser Kernstadt zwischen dem Reeser Altrhein und dem Reeser Meer, einem großen ehemaligen Baggerloch. Der aus einer alten Bauerschaft hervorgegangene Ortsteil ist nur sehr dünn besiedelt. Die ehemalige Gemeinde Bergswick besaß eine Fläche von 3,8 km².

## Geschichte
Bergswick bildete seit dem 19. Jahrhundert eine Landgemeinde in der Bürgermeisterei Rees-Land (seit 1928 Amt Rees-Land) im Kreis Rees im Regierungsbezirk Düsseldorf. Am 1. Juli 1969 wurde Bergswick durch das Gesetz zur Neugliederung von Gemeinden des Landkreises Rees in die Stadt Rees eingegliedert.

## Einwohnerentwicklung
| Jahr | Einwohner | Quelle |
| ---- | --------- | ------ |
| 1832 | 101       | [ 3 ]  |
| 1861 | 104       | [ 2 ]  |
| 1871 | 120       | [ 4 ]  |
| 1885 | 93        | [ 5 ]  |
| 1910 | 93        | [ 6 ]  |
| 1925 | 105       | [ 1 ]  |
| 1939 | 120       | [ 7 ]  |

## Baudenkmal
Der Wahrmannshof, Bergswick 19 steht unter Denkmalschutz.

## Kultur
Ein Träger des örtlichen Brauchtums ist der Bürgerschützenverein Rees-Feldmark, Groin und Bergswick.